# На оран. Пролет
„На оран. Пролет“ (на руски: На пашне. Весна) е картина на руския художник Алексей Венецианов, създадена в началото на 20-те години на XX век.
Тя изобразява празнично облечена млада жена, която води два коня, теглещи в полето брана, наблюдавайки в същото време играещо край нивата малко дете. Част е от цикъл картини на Венецианов със земеделски сюжети, включващ и друга известна картина – „На жътва. Лято“. Картината е маслена, с размери 51,2 × 65,5 сантиметра и от 1893 година е част от сбирката на Третяковската галерия в Москва.